# Беллуми, Мохамед
Мохамед Башир Беллуми (араб. محمد البشير بلومي‎, фр. Mohamed Bachir Belloumi; род. 1 июня 2002, Маскара, Алжир) — алжирский футболист, нападающий клуба «Халл Сити». Сын алжирского футболиста Лахдара Беллуми.

## Карьера
В сентябре 2020 перешел в клуб Высшей лиги Алжира «Оран». Дебютировал в чемпионате 16 января 2021 в гостевом матче с ФК «Белуиздад», получил жёлтую карточку на 80-й минуте. 12 февраля 2021 отметился забитым мячом и голевой передачей в матче с ФК «Бискра», проведя на поле всего 9 минут. В октябре 2021 вернулся в «ГК Маскара». В феврале 2022 перешёл в португальский «Фаренсе», где выступал за команду U23. Дебютировал за основную команду 9 ноября 2022 в матче Кубка Португалии с ФК «Лейшойнш». В Чемпионате Португалии впервые сыграл 12 августа 2023 в игре против «Каза Пия».

## Карьера в сборной
В 2020 году выступал за сборную Алжира до 20 лет.